# Sune Sandbring
Per Sune "Grus" Sandbring, född den 10 april 1928, död den 1 oktober 2021, var en svensk fotbollsspelare, högerback, svensk mästare  1953 för Malmö FF och sex gånger landslagsman.
Sune Sandbring debuterade för Malmö FF 1950 och efterträdde Hasse Malmström på högerbackspositionen, på vilken han spelade 305 matcher för föreningen, varav 153 i Allsvenskan, fram till 1958. Han tillhörde det legendariska MFF-lag som spelade 49 matcher i obruten följd utan förlust och som vann tre raka guld, men han hade för få matcher för att få guldmedalj 1951.
Sune Sandbring spelade sex landskamper 1953-54, varav två VM-kvalmatcher 1953, mot Belgien och Finland.